# حصة العسيلي
حصة حسن يحيى العسيلي هي أول إعلامية في دولة الإمارات العربية المتحدة.
أو كما يلقبها الجميع بـ«أم الإعلام»،هي إحدى السيدات الرائدات في دولة الإمارات العربية المتحدة، وهي من طليعة المتعلمات في الدولة، ولها دور في بناء نهضة هذه الدولة، درست في مدرسة الزهراء بالشارقة، وأثناء دراستها عملت في إذاعة صوت الساحل ومن ثم تلفزيون الكويت من دبي وبعدها سافرت لإكمال دراستها في الكويت ومنها إلى مصر ومن ثم خدمت من خلال المعارض التي نظمتها وزارة الإعلام والثقافة.
تتذكر العسيلي رحلة الانطلاق عام 1965 في إذاعة صوت الساحل، إذ بدأت العمل وهي على مقاعد الدراسة، وتسترجع شريط ذكرياتها قائلة: «مقر الإذاعة لم يكن سوى غرفة بث مقرها المحطة، وهو مطار الشارقة القديم، والذي يعرف حالياً بـ متحف المحطة بمنطقة القاسمية بالشارقة، وكانت رحلتي الإذاعية تبدأ من الرابعة عصراً وحتى العاشرة ليلاً، وفي الفترة الصباحية كانت المدرسة هي شغلي الشاغل، وكنت أقدم في بعض الاحيان نشرة الاخبار ، وبرنامج «ما يطلبه المستمعون»،وهو برنامج مخصص لطلبات المستمعين من الأغاني الوطنية والتراثية والشعبية لدولة الإمارات، الذين ظهروا في ذلك الوقت، وكان معظم تلك الأغاني يبث عن طريق شرائط وبكرات قديمة.
- ليسانس آداب لغة عربية ودراسات إسلامية من جامعة عين شمس.
- حاصلة على دبلوم الدراسات العليا في الأدب العربي.
- أول إعلامية بدولة الإمارات في إذاعة صوت الساحل من الشارقة بين عامي 1965 إلى 1969.
- مذيعة بتلفزيون الكويت من دبي بين عامي 1969 إلى 1973.
- مدير إدارة المعارض بوزارة الإعلام والثقافة بدولة الإمارات من 1974حتى عام 2000، ومشاركة في أكثر من 150 معرضاً عالمياً باسم دولة الإمارات العربية المتحدة.
- أول امرأة عربية تتولى منصب مفوض عام لجناح دولة عربية (دولة الإمارات العربية المتحدة) في المعارض العالمية (إشبيلية بإسبانيا عام 1992، ولشبونة بالبرتغال عام 1998).
- أول امرأة عربية يتم اختيارها عضواً في اللجنة العليا للتسيير، والإشراف على إكسبو هانوفر 1998.
- تم تكريمها من صاحب السمو الشيخ الدكتور سلطان بن محمد القاسمي بجائزة «تريم عمران الصحفية» يوم 5 مايو 2007.
- رئيسة لجنة الإعلام والمعارض والمؤتمرات بمجلس سيدات أعمال الإمارات.
- تعمل منذ 2014 حتى الآن في إذاعة الأولى وتعد وتقدم برنامج أسبوعي ثقافي أدبي بعنوان «الأولى مع الأولى».[7][8]
- في عام 2014، حصلت على جائزة "أوائل الإمارات" من الشيخ محمد بن راشد آل مكتوم تقديرًا لكونها أول مذيعة[9]